# Ernesto Ruffini

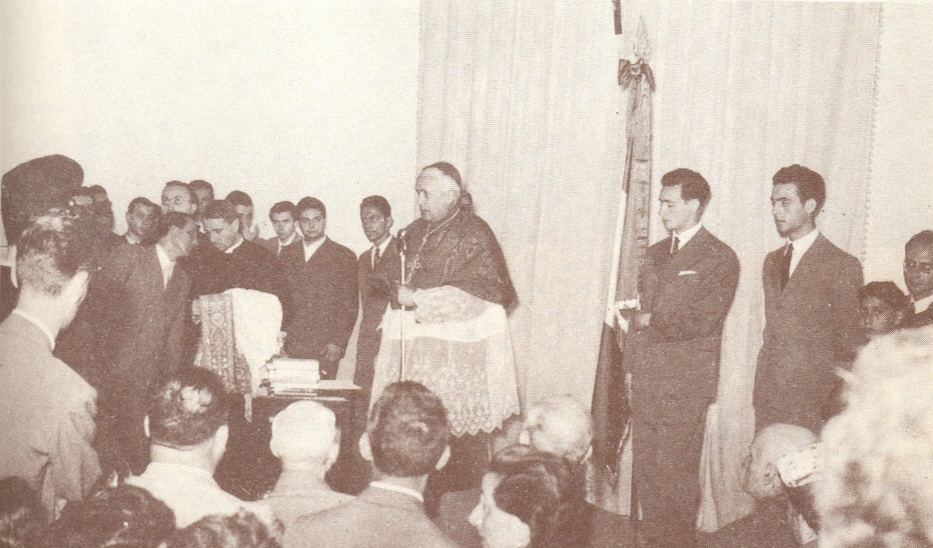
Kardinal Ruffini (Mitte) bei der 50-Jahrfeier des Lyzeums Stanislao Cannizzaro, Palermo (1950)

Kardinalswappen von Ernesto Ruffini

Ernesto Kardinal Ruffini (* 19. Januar 1888 in San Benedetto Po, Provinz Mantua, Italien; † 11. Juni 1967 in Palermo) war ein Erzbischof von Palermo.

## Leben
Ruffini besuchte das Priesterseminar von Mantua, studierte an der theologischen Fakultät in Mailand und am Päpstlichen Kolleg Angelicum in Rom Katholische Theologie und empfing am 10. Juni 1910 in Mantua das Sakrament der Priesterweihe. Nach weiteren Studien bekleidete er in Rom akademische und kuriale Ämter, unter anderem war er Sekretär der Heiligen Kongregation für die Seminare und Universitäten.
Am 11. Oktober 1945 ernannte ihn Papst Pius XII. zum Erzbischof von Palermo. Die Bischofsweihe empfing er am 8. Dezember 1945 in Rom durch Giuseppe Kardinal Pizzardo. Am 18. Februar 1946 wurde Ruffini durch Papst Pius XII. als Kardinalpriester mit der Titelkirche Santa Sabina in das Kardinalskollegium aufgenommen. Ruffini nahm an den Papstwahlen von 1958 und 1963 teil und war Teilnehmer am Zweiten Vatikanischen Konzil, bei dem er im Coetus Internationalis Patrum eine konservative Theologie vertrat (zusammen mit Alfredo Ottaviani, Giuseppe Siri, Marcel Lefebvre, Michael Browne und anderen).
Ruffini starb am 11. Juni 1967 in Palermo und wurde in der Kirche Santa Maria dei Rimedi in Palermo beigesetzt.

## Ehrungen
- 1963: Großkreuz des Verdienstordens der Italienischen Republik